# Врховина (Коњиц)
Врховина је насеље у Босни и Херцеговини у општини Коњиц у Херцеговачко-неретванском кантону које административно припада Федерацији Босне и Херцеговине. Према прелиминарним резултатима пописа 2013. насеље је било без становника.

## Историја
До избијања рата у Босни, село је припадало општини Калиновик. Разграничењем у Дејтону, Врховина је дијелом припала општини Коњиц.

## Становништво
По последњем службеном попису становништва из 1991. године, насеље Врховина је имало 30 становника. Сви становници су били Муслимани. Босански муслимани се данас углавном изјашњавају као Бошњаци. Према попису из 2013. године насеље је било без становника.

### Кретање броја становника по пописима
| година пописа  | 1991. | 2013. |
| бр. становника | 30    | 0     |